# Fête de la mer de Dunkerque
La Fête de la mer de Dunkerque est un fête maritime qui se déroule au port de Dunkerque (Nord).

## Historique et description
Cette fête maritime est organisée par le Syndicat intercommunal des dunes de Flandre et ses partenaires locaux comme le Musée portuaire de Dunkerque, Dunkerque Marina ,...
Durant ce week-end est mis à l'honneur le patrimoine maritime local et sont proposées : animations sur les quais (expositions, conférences, stands présentant les métiers de la mer, restauration...), visites de  bateaux à quai et sorties en mer...

## Edition 2013: Escale à Dunkerque
En 2013, l'année de la capitale régionale de la culture du Nord Pas de Calais, Dunkerque recevait 11 grands voiliers du 30 mai au 2 juin 2013

## Édition 2024

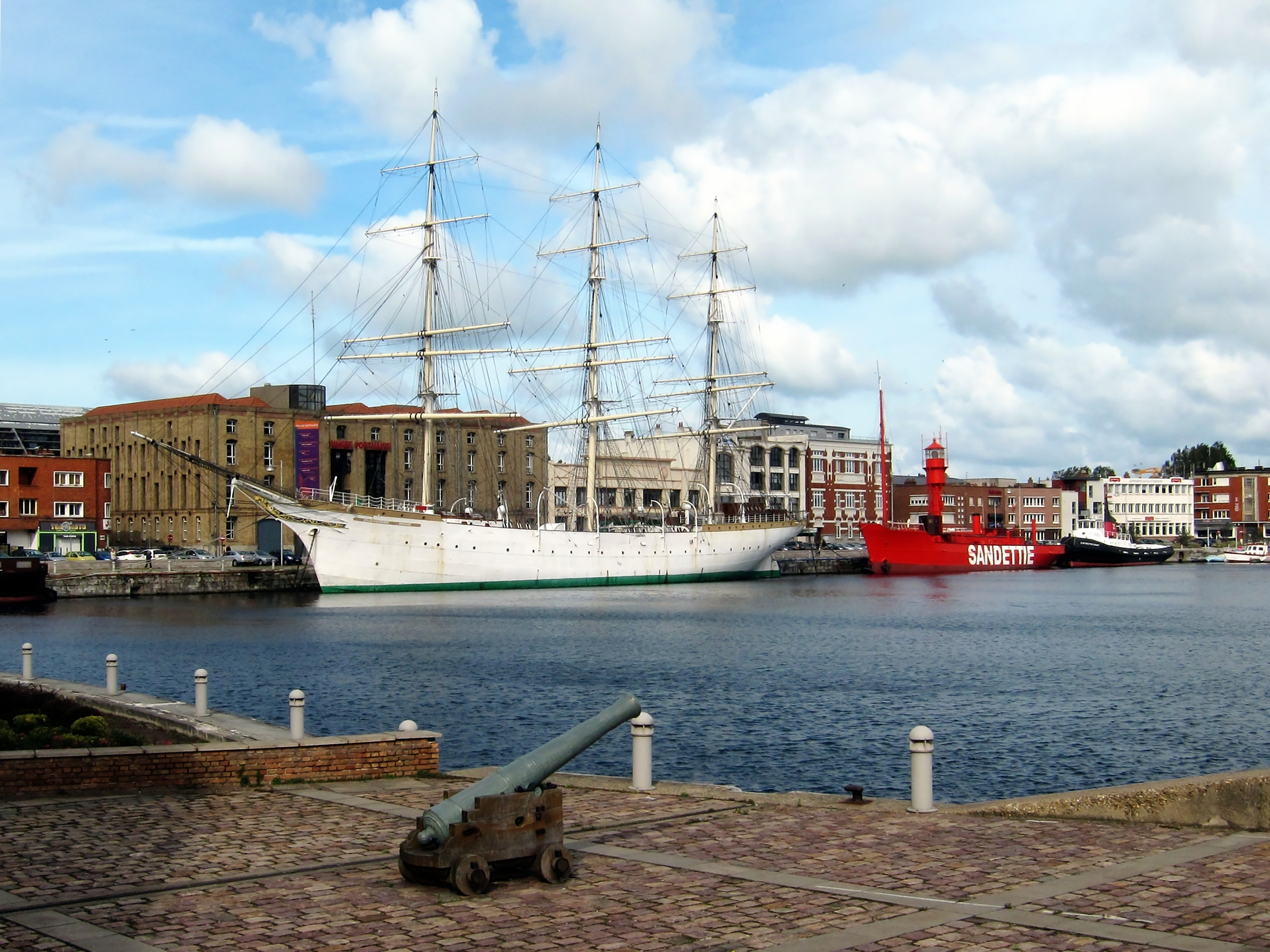
Musée portuaire de Dunkerque

Cet évènement s'est déroulé du 1er au 2 juin 2024 su les quais de la Citadelle, au bassin du commerce et au port du Grand Large. 
Quelques bateaux à quai :
- Hydrograaf, bateau à vapeur, 1910  Pays-Bas
- Scylla [5], voilier d'exploration de la Wings of the Ocean
- Cormoran (P677), patrouilleur de Force d'action navale

Et les bateaux du Musée portuaire de Dunkerque :
- Duchesse Anne, trois-mâts carré de 1901  Classé MH (1982)
- Sandettié, dernier bateau-feu français de 1947

## Édition 2025: Les Voiles de Légende
La fête de la mer, Voiles de Légende Dunkerque 2025, se déroulera du 10 au 13 juillet 2025, lors d'une escale dans la cité de Jean Bart, de la Tall Ships Race 2025 organisée par la Sail Training International. Les grands voiliers historiques arriveront du Havre (Grandes Voiles du Havre), pour aller à Aberdeen (Écosse), puis Kristiansand (Norvège) et enfin Esbjerg (Danemark).
Les grands voiliers seront ouverts à des visites gratuites, et sur les quais, animations musicales et culturelles, villages thématiques, parades des marins...

### Tall Ship Race 2025
Les courses sont organisées chaque année en Europe et une fois par décennie les régates traversent l’Atlantique. Elles rassemblent des voiliers monocoques mesurant de 9,14 m de long jusqu’à 100 m et plus.
Le départ de la Tall Ships Race au Havre sera le premier des trois des plus grands rassemblements de vieux gréements en Europe avec Sail Bremerhaven et Sail Amsterdam fin août.
Les voiliers quitteront Le Havre le 7 juillet 2025 pour Dunkerque.
- inscrit
  - Belem,  Classé MH (1984) trois-mâts barque de 65 m  France,
  - Biche, BIP dundee de 32 m,  France
  - Capitan Miranda, goélette à trois mâts de 61 m  Uruguay,
  - Christian Radich, trois-mâts carré de 73 m,  Norvège,
  - Dar Młodzieży, trois-mâts carré de 109 m,  Pologne,
  - Eendracht, goélette à trois mâts de 58 m,  Pays-Bas,
  - Excelsior, ketch de 31 m,  Royaume-Uni,
  - Fryderyk Chopin, brick de 55,50 m,  Pologne,
  - Gulden Leeuw, goélette à hunier de 70 m  Pays-Bas,
  - Jolie Brise, cotre de 22 m  Royaume-Uni,
  - Kapitan Glowacki, brigantin de 31 m,  Pologne,
  - Le Français, trois-mâts barque de 47 m,  France,
  - Marie-Fernand,   Classé MH (1986) cotre de 24 m,  France,
  - Morgenster, brick de 48 m,  Pays-Bas,
  - Mutin, cotre de 33 m,  France,
  - Nébuleuse, dundee de 32 m,  France,
  - Pascual Flores goélette à trois mâts de 43 m,  Espagne,
  - Phoenix, goélette de 34 m,  France,
  - Pogoria, trois-mâts goélette de 47 m,  Pologne,
  - Rona II ketch de 26 m,  Royaume-Uni,
  - TS Royalist, brick de 32 m,  Royaume-Uni,
  - Shabab Oman II, trois-mâts carré de 86 m,  Oman,
  - Spaniel sloop de 17 m,  Lettonie,
  - Sørlandet, trois-mâts carré de 65 m  Norvège,
  - Tara goélette de 36 m,  France,
  - Thalassa, trois-mâts goélette de 50 m  Pays-Bas,
  - Urania ketch de 27 m,  Pays-Bas,
  - Wylde Swan, goélette à hunier de 62 m,  Pays-Bas,